# Subtravelling
Subtravelling és el Festival Internacional de Curtmetratges de TMB que enguany celebra la seva 8a edició. Per participar-hi, els concursants han de presentar un curtmetratge de no més de 3 minuts des de la plataforma de Youtube que estigui inspirat o gravat a qualsevol metro, bus telefèric o funicular, Barcelona Bus Turístic o Tramvia Blau del TMB.
El festival es divideix en dues parts, la Roda a TMB (que en l'edició del 2017 va ser del 23 d'agost al 25 de setembre) dedicada a la gravació, edició i publicació dels projectes; i la Mostra (del 26 de setembre al 13 d'octubre), on poden visualitzar-se de manera online des de la web oficial de Subtravelling els 20 curtmetratges seleccionats d'entre tots els participants per un jurat, i votar pe teus preferits.
Des de l'any 2016, Subtravelling està associat amb el Seoul Metro International Subway Film Festival (SMIFF), i representen els dos únics festivals de curts al món on el metro i el transport públic són els protagonistes.

## Premis i jurat
El festival atorga diferents premis tant als concursants com als votants dels curts. Pel que fa als concursants opten a 3 premis: Millor Curtmetratge, Millor Guió i Curt més valorat. Els dos primers són elegits per part d'un jurat professional, format per Santiago Torres (Director de comunicació i relacions institucionals i director de la Fundació TMB), Agustí Argelich (Director de FILMETS Badalona Film Festival i membre de l'Acadèmia del Cinema Català. Productor i assessor de continguts de la Unitat de Cine de TV3. Jurat internacional en diferents festivals com Gaudí o Cryptoshow.) i finalment Judith Colell (Directora, guionista i productora. Vicepresidenta interina de l'Academia de cine Española). Aquest últim premi (Curt més votat), tal com indica el nom el rep el curtmetratge que hagi estat més votat durant el període de La Mostra.
Pels votants hi ha 2 premis més, tots dos repartits de manera aleatòria. El primer és El Gran Espectador, que s'ofereix a un sol espectador durant totes les etapes del festival. El segon és un sorteig aleatori diari.

## Guanyadors de la 8a edició (2017)
- Millor curt: Ya no está, de Joan Porcel i Mar González Ruiz.
- Millor guió: Miau, de Raúl López.
- Curt més ben valorat pels usuaris: À bientôt, de J. Tiñena.